# Rescision
La rescision (du latin rescissio) est, en droit, l'annulation par décision judiciaire d'un acte juridique pour cause de vice radical ou de lésion.

## Droit par pays ou entité fédérée

### Droit français (U.E.)
Il n'est pas nécessaire, lors du procès en rescision, de prouver que la personne lésée a subi une contrainte morale.

### Droit louisianais (États-Unis)
Les articles 2589 à 2600 du Code civil louisianais prévoient des règles concernant la rescision pour lésion d'outre-moitié.

### Droit québécois (Canada)
Le terme rescision est utilisé dans plusieurs dispositions du Code civil du Bas-Canada,. Toutefois, lorsqu'il a remplacé cette loi par le Code civil du Québec en 1994, le législateur québécois n'a pas employé le terme « rescision », il a préféré utiliser les mots « résiliation » ou « résolution ».